# Placówka Straży Celnej „Kośmidry”

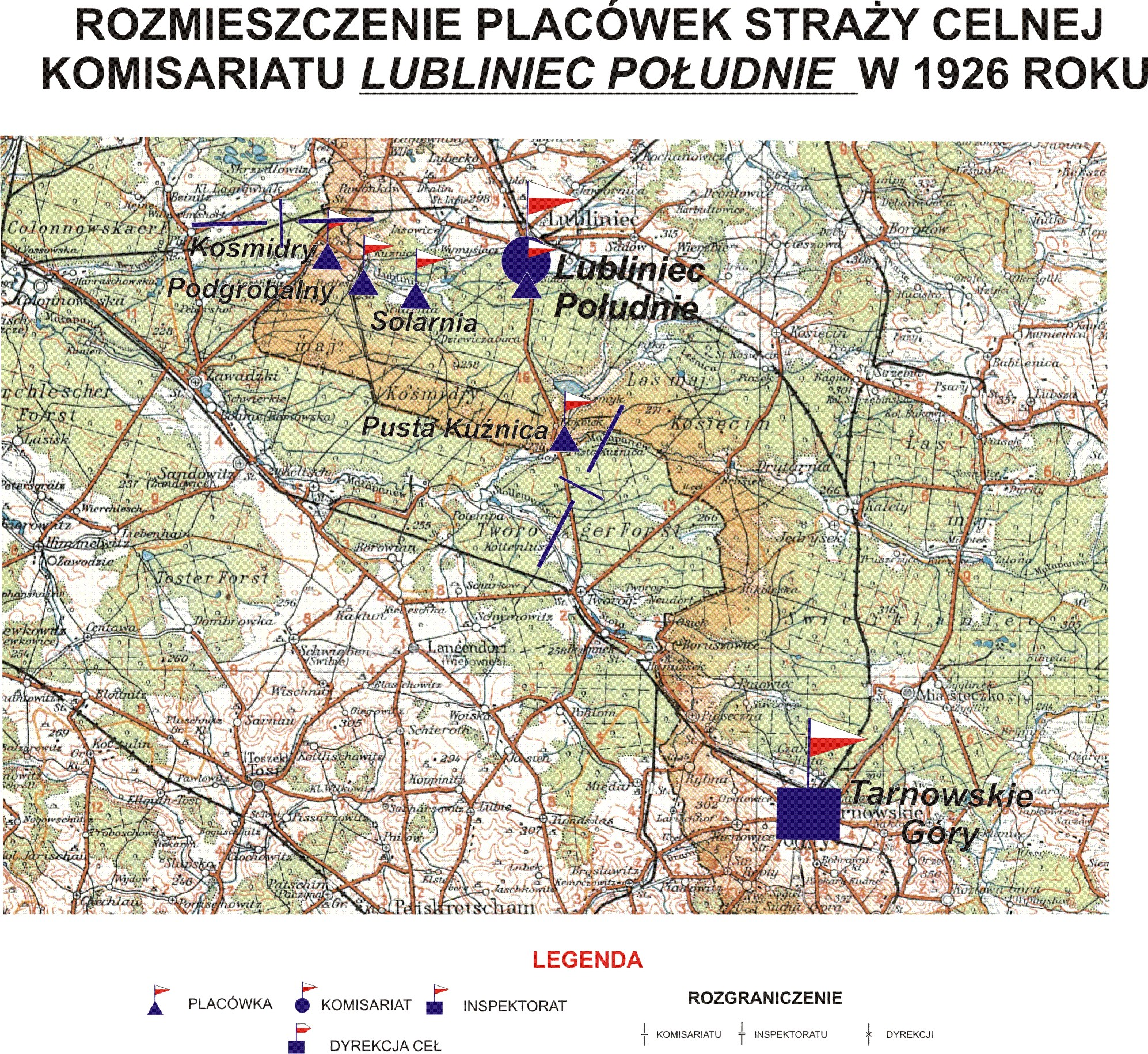
Rozmieszczenie placówek SC Komisariatu Lubliniec Południe

Placówka Straży Celnej „Kośmidry” – jednostka organizacyjna Straży Celnej pełniąca w okresie międzywojennym służbę ochronną na granicy polsko-niemieckiej.

## Formowanie i zmiany organizacyjne
Na wniosek Ministerstwa Skarbu, uchwałą z 10 marca 1920 roku, powołano do życia Straż Celną. Od połowy 1921 roku jednostki Straży Celnej rozpoczęły przejmowanie odcinków granicy od pododdziałów Batalionów Celnych. Proces tworzenia Straży Celnej trwał do końca 1922 roku. Placówka Straży Celnej „Kośmidry” weszła w podporządkowanie komisariatu Straży Celnej „Lubliniec Południe” z Inspektoratu SC „Tarnowskie Góry”.
W drugiej połowie 1927 roku przystąpiono do gruntownej reorganizacji Straży Celnej. W praktyce skutkowało to rozwiązaniem tej formacji granicznej. Ochronę północnej, zachodniej i południowej granicy państwa przejęła powołana z dniem 2 kwietnia 1928 roku Straż Graniczna. Rozkazem nr 4 z 30 kwietnia 1928 roku w sprawie organizacji Śląskiego Inspektoratu Okręgowego dowódca Straży Granicznej gen. bryg. Stefan Pasławski określił strukturę organizacyjną komisariatu SG „Lubliniec”. Placówka Straży Granicznej I linii „Kośmidry” znalazła się w jego strukturze.

## Funkcjonariusze placówki
Kierownicy placówki
| stopień    | imię i nazwisko, numer | okres pełnienia służby | kolejne stanowisko |
| ---------- | ---------------------- | ---------------------- | ------------------ |
| przodownik | Karol Klucznik (501)   | był w 1926             |                    |

Obsada personalna placówki w 1926:
- przodownik Karol Klucznik (501)
- starszy strażnik Antoni Podufały (807)
- strażnik Edward Bobek (85)
- strażnik Władysław Cholewka (317)
- strażnik Jan Dylus (164)
- strażnik Jakub Faber (208)
- strażnik Józef Wysłucha (174)
- strażnik Wacław Leśniewicz (663)
- strażnik Jan Jaworski (390)
- strażnik Paweł Śliz (1199)
- strażnik Franciszek Przybyła (831)
- strażnik Józef Zakaluk (1125)
- strażnik Józef Jędrzejczyk (1245)
- strażnik Feliks Rak (832)